# 거위발
거위발(pes anserinus)은 넓적다리에서 세 근육의 힘줄이 모여서 이루는 구조물을 말한다. Pes는 라틴어로 '발'이라는 의미이다. 라틴어로 anser는 '거위', anserinus는 '거위같은'이라는 뜻이다.
거위발은 정강뼈 근위부의 앞안쪽 표면에 닿는다. 넙다리빗근, 두덩정강근, 반힘줄근의 힘줄이 거위발을 형성한다. '거위발'이라는 이름은 정강뼈에 세 힘줄이 모이는 모양이 거위의 발이 세 갈래인 것과 닮았다고 하여서 붙여졌다.

## 구조
거위발을 이루는 세 힘줄은 앞쪽에서 뒤쪽의 순서로 나열했을 때 넙다리빗근, 두덩정강근, 반힘줄근의 힘줄이다. 거위발은 정강뼈 원위부의 앞안쪽 표면에 닿는다.
거위발은 정강뼈의 안쪽관절선보다 5cm 정도 아래쪽에 위치한다. 또한 안쪽곁인대가 정강뼈에 붙는 부분보다 얕은쪽에 붙는다.

## 임상적 중요성
거위발 힘줄염(건염)/점액낭염 증후군은 거위발 점액낭에 염증이 생기는 질환으로, 만성 무릎통증과 무릎 쇠약의 원인이 되는 질환이다. 넙다리빗근, 두덩정강근, 반힘줄근 힘줄 아래에 놓여 있는 점액낭이 근육의 과도한 사용이나 부상으로 인해 자극을 받으면서 염증이 발생할 수 있다. 주로 근육을 과도하게 사용하는 운동선수에서 자주 발생한다. 통증, 부종, 압통 등이 주된 증상 및 징후이다.
반힘줄근 힘줄은 앞십자인대 재건술을 시행할 때 특정 술기를 위해 사용할 수 있다.

## 역사
'거위발'이라는 이름은 정강뼈에 세 힘줄이 모이는 모양이 거위의 발이 세 갈래인 것과 닮았다고 하여서 붙여졌다.

## 추가 이미지

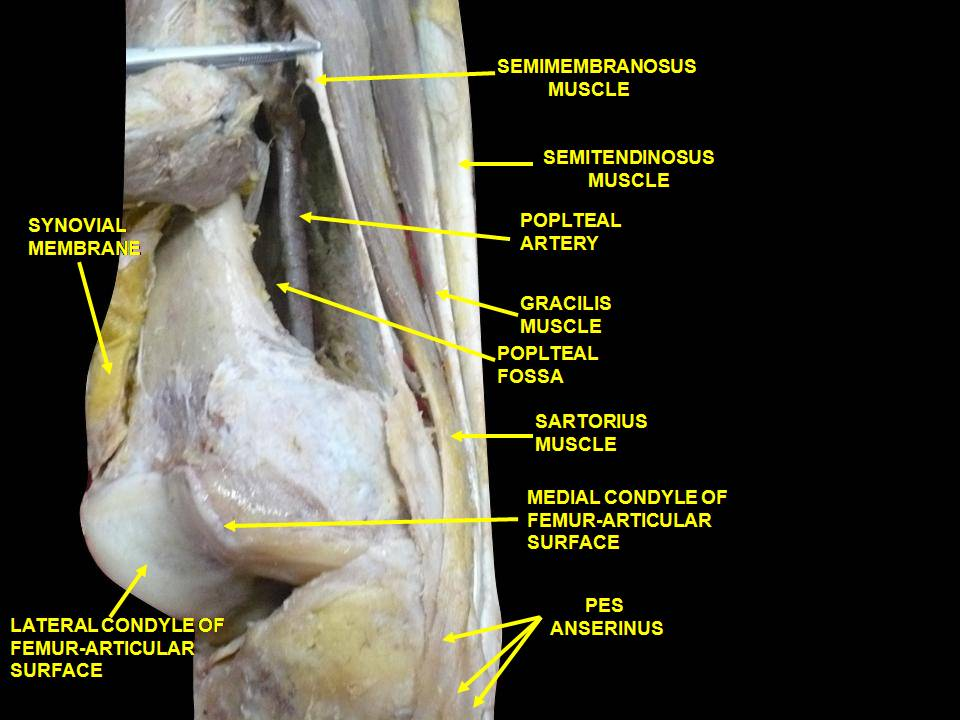
넓적다리 뒤안쪽의 근육들. 안쪽에서 본 모습.

## 같이 보기
- 대뇌다리 (cerebral peduncle)